# Johann Nepomuk von Chotek
Graf Johann Nepomuk Joseph Chotek von Chotkow und Wognin (* 24. Februar 1773 in Wien; † 8. April 1824 in Prag) war ein böhmischer Adliger und Kunstmäzen.

## Leben
Er war der älteste Sohn des Grafen Johann Rudolph Chotek von Chotkow, zu seinen Brüdern gehörten Ferdinand Maria Chotek von Chotkow und Karl Chotek von Chotkow. Am 12. Oktober 1799 heiratete er in Wien die Tochter des Grafen Heinrich Franz von Rottenhan, Isabella Rottenhan (1774–1817), mit der er die Erste Linie der Grafen Chotek begründete. Zu seinen Besitztümern gehörten die böhmischen Güter Gemnischt (tschech. Jemniště) und Popowitz (tschech. Popovice) bei Jitschin. Den Winter und Frühling verbrachte er zumeist in Prag, nahm jedoch im November 1807 die Stelle eines niederösterreichischen Regierungsrats in Wien an, wo er bis Juni 1812 seinen festen Wohnsitz hatte. Danach kehrte er nach Prag zurück. Nach dem Tod seiner Frau widmete er sich verstärkt karitativen Aufgaben. Im März 1824 infizierte er sich in einer Armenküche mit Scharlach und starb kurz darauf.
Chotek führte vom 24. Mai 1804 bis zum 31. März 1824 ein Tagebuch, in dem er zahlreiche Begegnungen mit bedeutenden Künstlern festhielt, darunter mit Joseph Haydn, Ludwig van Beethoven und Carl Maria von Weber. Das Original ist im Besitz des Státní oblastní archiv v Praze (Staatliches Bezirksarchiv Prag).